# Лондон 1946
Лондон 1946 — шахматный турнир, который проходил с 14 по 26 января. Организован газетой «Санди кроникл». Соревнование проводилось в 2 группах.

## Итоги

### 1-я группа
- 1. Г. Стейнер — 9 очков из 11;
- 2. О. Бернштейн — 8;
- 3. С. Тартаковер — 7½.

### 2-я группа
- 1. М. Эйве — 9½ очков из 11;
- 2. М. Кристоффель — 8;
- 3. А. Денкер — 7.